# Søren Andersen
Søren Andersen (31 de janeiro de 1970) é um ex-futebolista profissional dinamarquês que atuava como atacante.

## Carreira
Søren Andersen representou a Seleção Dinamarquesa de Futebol nas Olimpíadas de 1992, e na Euro 1996.